# Jewgeni Jewgenjewitsch Alexejewski
Jewgeni Jewgenjewitsch Alexejewski (russisch Евгений Евгеньевич Алексеевский; * 7. Märzjul. / 20. März 1906greg. in Bobrow, Gouvernement Woronesch, Russisches Kaiserreich; † 3. Januar 1979 in Moskau) war ein sowjetischer Funktionär und Politiker der Kommunistischen Partei der Sowjetunion (KPdSU), der unter anderem zwischen 1965 und 1979 Minister für Landgewinnung und Wasserressourcen der UdSSR war.

## Leben

### Funktionär, Volkskommissar der Tadschikischen SSR und Zweiter Weltkrieg
Jewgeni Jewgenjewitsch Alexejewski, Sohn eines Lehrers, arbeitete zwischen 1921 und 1922 als Vize-Inspektor des Ernährungsausschusses eines Rajon und absolvierte danach von 1922 bis 1924 ein Studium an der Arbeiterfakultät der Staatlichen Universität Woronesch. Nachdem er von 1924 bis 1925 stellvertretender Sekretär des Komitees des Komsomol der Kleinstadt Nowochopjorsk war, fungierte er zwischen 1925 und 1929 als Mitglied des Präsidiums des Zentralasiatischen Büros des Zentralkomitees (ZK) des Komsomol. 1929 wechselte er zur Kommunistischen Partei Tadschikistans und war zunächst Zweiter Sekretär sowie zuletzt Erster Sekretär des Parteikomitees des Rajon Kurgan-Tjube. 1932 übernahm er in der Regierung der Tadschikischen Sozialistischen Sowjetrepublik den Posten als Stellvertretender Volkskommissar für Landwirtschaft und war dann bis 1934 Stellvertretender Volkskommissar für Wasserressourcen. Nachdem er von 1934 bis 1935 Leiter der politischen Abteilung der Maschinen-Traktoren-Station (MTS) der Oblast Moskau war, war er zwischen 1935 und 1937 Leiter der Abteilung Landwirtschaft der Oblast Kalinin sowie 1937 kurzzeitig Leiter der Landwirtschaftsabteilung des Parteikomitees der Allunionskommunistischen Partei der Bolschewiki (WKP(B)) der Oblast Kalinin. Im Zuge der Stalinschen Säuberungen während des Großen Terrors wurde er 1937 vom Volkskommissariat für innere Angelegenheiten (NKWD) festgenommen und befand sich bis 1939 in Haft.
Nach seiner Haftentlassung war Alexejewski von 1939 bis 1940 zunächst erneut Leiter der Landwirtschaftsabteilung des Parteikomitees der Allunionskommunistischen Partei der Bolschewiki (WKP(B)) der Oblast Kalinin sowie im Anschluss zwischen 1940 und 1941 Volkskommissar für Landwirtschaft im Rat der Volkskommissare der Tadschikischen SSR. Nach dem Überfall auf die Sowjetunion durch die deutsche Wehrmacht, dem sogenannten „Unternehmen Barbarossa“, wurde er 1941 zum Kriegsdienst in die Rote Armee übernommen und war während des Deutsch-Sowjetischen Krieges bis 1946 Kommissar und Leiter der politischen Abteilung der 17. Garde- beziehungsweise 20. Gebirgskavalleriedivision und nahm an Kämpfen an der Westfront, der Brjansker Front sowie der 1. Weißrussischen Front teil. 1942 wurde er zum Oberst befördert.

### Nachkriegszeit, Minister in der Ukrainischen SSR und der UdSSR
Nach Ende des Zweiten Weltkrieges war Jewgeni Alexejewski zwischen 1946 und 1948 Leiter der Landwirtschaftsabteilung des Exekutivkomitees der Oblast Ismail und fungierte daraufhin von 1948 bis 1950 als Stellvertretender Landwirtschaftsminister im Ministerrat der Ukrainischen Sozialistischen Sowjetrepublik. Nachdem er 1950 in Anwesenheit an der Ukrainischen Akademie der Agrarwissenschaften graduiert wurde, fungierte er zwischen 1950 und 1953 als Minister für Baumwollanbau sowie von 1953 bis 1958 als Stellvertretender Landwirtschaftsminister im Ministerrat der Ukrainischen SSR. Anschließend war er zwischen 1958 und 1960 zunächst Leiter der Hauptdirektion für Wasserressourcen beim Ministerrat der Ukrainischen SSR, ehe er von 1960 bis 1963 Vorsitzender des Staatskomitees für Wasserwirtschaft beim Ministerrat der Ukrainischen SSR war.
Im November 1963 wechselte Jewgeni Jewgenjewitsch Alexejewski in die zentrale Regierung der Sowjetunion und fungierte zunächst bis Oktober 1965 im Range eines Ministers als Vorsitzender des Staatskomitees für Bewässerungslandwirtschaft und Wasserwirtschaft beim Staatlichen Planungskomitee (Gosplan) der UdSSR. Am 2. Oktober 1965 wurde er erster Minister für Landgewinnung und Wasserressourcen der UdSSR. Dieses Ministeramt bekleidete er bis zu seinem Tode am 3. Januar 1979, woraufhin Nikolai Fjodorowitsch Wassiljew seine Nachfolge antrat. Daneben wurde er auf dem XXIII. Parteitag der KPdSU (29. März bis 8. April 1966) Kandidat des Zentralkomitees der KPdSU. Er war von 1966 bis 1979 außerdem Deputierter des Obersten Sowjets der UdSSR. Auf dem XXIV. Parteitag der KPdSU (30. März bis 9. April 1971) wurde er schließlich Mitglied des ZK der KPdSU und gehörte diesem Gremium bis zu seinem Tode an.
Für seine Verdienste in der Sowjetunion wurde Alexejewski mehrfach ausgezeichnet und erhielt unter anderem den Titel Held der sozialistischen Arbeit mit der Medaille „Hammer und Sichel“ in Gold (1976), vier Mal den Leninorden (1958, 1966, 1971, 1976), vier Mal den Orden des Roten Banners der Arbeit (1942, 1943, 1943, 1945), den Bogdan-Chmelnizki-Orden Zweiter Klasse (1945), das Ehrenzeichen der Sowjetunion, die Medaille „Für heldenmütige Arbeit“, die Jubiläumsmedaille „Zum Gedenken an den 100. Geburtstag von Wladimir Iljitsch Lenin“, die Medaille „Für die Verteidigung Moskaus“, die Medaille „Sieg über Deutschland“, die Medaille „20. Jahrestag des Sieges im Großen Vaterländischen Krieg 1941–1945“, die Medaille „30. Jahrestag des Sieges im Großen Vaterländischen Krieg 1941–1945“, die Medaille „Für die Einnahme Berlins“, die Medaille „Für die Befreiung Warschaus“, die Medaille „50 Jahre Streitkräfte der UdSSR“ sowie die Medaille „60 Jahre Streitkräfte der UdSSR“. 1978 wurde er Ehrenbürger der Städte Mozyr und Sytschowka. Nach seinem Tode wurde er auf dem Moskauer Nowodewitschi-Friedhof beigesetzt.
| Personendaten    | Personendaten                                          |
| ---------------- | ------------------------------------------------------ |
| NAME             | Alexejewski, Jewgeni Jewgenjewitsch                    |
| ALTERNATIVNAMEN  | Алексеевский, Евгений Евгеньевич (russisch)            |
| KURZBESCHREIBUNG | sowjetischer Politiker (WKP(B), KPdSU)                 |
| GEBURTSDATUM     | 20. März 1906                                          |
| GEBURTSORT       | Bobrow, Gouvernement Woronesch, Russisches Kaiserreich |
| STERBEDATUM      | 3. Januar 1979                                         |
| STERBEORT        | Moskau                                                 |